# Clesa
Clesa és una empresa dedicada als productes lactis. La companyia, fundada per Agustín González Mozo, es va crear a Burgos el 1943 i actualment pertany a l'agrupació de cooperatives ACOLACT, amb totes les seves instal·lacions en Galícia.

## Història
L'origen de l'empresa es troba en una explotació agropecuària de Lerma, coneguda com a Bascones, que proveïa de llet a la ciutat de Burgos en la dècada de 1920. Anys després, es converteix en una empresa coneguda com a Celebusa (Central Lletera de Burgos), que funcionaria amb caràcter local.
La companyia va donar el salt a tot el país el 1943, quan a partir d'aquesta empresa es crea Clesa (acrònim de Centrals Lleteres Espanyoles S.A.). El 1954 aconsegueix instal·lar una seu a Madrid, i el 1961 el grup fundador de Celebusa s'incorpora a l'empresa. El 1978 es fa amb el control de la marca catalana Letona, que al seu torn era propietària de Cacaolat.
El 1998 és adquirida pel grup italià Parmalat i l'any 2000 Clesa compra l'empresa de gelats Royne. Però els greus problemes financers del grup Parmalat (el deute del ascendiria a 15.000 milions d'euros a finals de 2003, protagonitzant un dels majors escàndols empresarials de la història) van provocar una crisi en l'empresa espanyola en perdre el seu principal valedor.
El 2007, el grup Nueva Rumasa pertanyent a José María Ruiz-Mateos compra tota l'empresa i tots els seus actius, amb la intenció d'expandir el seu negoci alimentari. El 2010, a causa del tancament del crèdit per part dels bancs, es va veure obligada a l'emissió de pagarés a un interès per sobre de mercat.
A la fi de maig de 2011 Clesa va entrar en concurs de creditors i al setembre d'aquest any va presentar un ERO d'extinció de 293 treballadors de Royne, tant a la fàbrica com a les delegacions comercials de tot Espanya, equivalent a un ERO similar de 361 empleats de la planta de Clesa a Madrid. El jutge va decidir llavors apartar la família Ruiz-Mateos de la gestió, en considerar que havien adoptat decisions empresarials perjudicials per al patrimoni de l'empresa.
El 2012 l'agrupació cooperativa làctia ACOLACT, integrada per Feiraco i nou cooperatives gallegues, va adquirir la factoria de Clesa a Caldas de Reis, especialitzada en la producció de iogurts i postres. l'esmentada planta va reprendre la seva activitat el juliol de 2012 amb trenta treballadors, un 20% de la plantilla que hi treballava abans de la intervenció judicial. Acolact s'ha centrat en una primera fase en el rellançament complet de la marca Clesa en la gamma bàsica, sobretot en iogurts.